# 乔瓦尼·法尔科内
乔瓦尼·法尔科内（義大利語：Giovanni Falcone，1939年5月18日—1992年5月23日），出生于巴勒莫，意大利法官，前司法部刑法司长。
1964年成为一名法官。法尔科内大部分职业生涯都放在了反西西里的黑手党势力上，被认为是反黑手党“旗帜”。1992年5月23日下午，他在从巴勒莫市机场返回家的途中，在距巴勒莫市区20公里处，被黑手党预先埋藏在公路下的遥控炸弹炸死。事后，巴勒莫国际机场被命名为法尔科内-博尔塞利诺机场，以纪念法尔科内和另一名反黑法官保罗·博尔塞利诺。